# Dysmathia portia
Dysmathia portia är en fjärilsart som beskrevs av Bates 1868. Dysmathia portia ingår i släktet Dysmathia och familjen Riodinidae. Inga underarter finns listade i Catalogue of Life.